# ArmA: Queen’s Gambit
ArmA: Queen’s Gambit (рус. ArmA: Ответный ход, дословно с англ. — «ферзевый гамбит») — дополнение для игры ArmA: Armed Assault. Разработчик Bohemia Interactive оригинальной игры и Black Element Software. Содержит новые юниты, оружие, острова и кампаний.

## Сюжет

### Conflict in Rahmadi («Конфликт в Рамади»)
Первая кампания «Рамадийский конфликт» является продолжением оригинальной сюжетной линии. Игрок берет на себя роль Леона Ортеги, который возглавляет специализированное подразделение вооруженных сил США. Он отправляется на соседний остров Рамади, где находится оставшаяся освободительная армия Сарани, которую возглавляет таинственный лидер. Кампания состоит из трёх миссий и проводится на Рамади и на новом острове Порту.

### Royal Flush («Рояль-флеш»)
Другая кампания «Флеш-рояль» проходит на Сарани через несколько лет после оригинальной сюжетной линии. Остров объединён, но люди с северной части острова вместе с беженцами с юга недовольны монархией, которая превратилась в репрессивный режим. Группа наёмников из частной военной компании «Black Element» нанята королевой Сарани Изабеллой, которая взяла трон после внезапной смерти своего отца, короля Хосе и её брата принца Орландо в результате крушения вертолёта, вызвав полный беспорядок повстанцев на севере. Они должны бороться с антиправительственными повстанцами на Севере и захватить запасы химического оружия, которое, как считается, принадлежит мятежникам. Игрок принимает роль Курта Ламбовски, который является членом группы. До прибытия в Сахрани Ламбовски полагает, что есть что-то подозрительное в отношении королевы, которая неспособна подавить мятеж, несмотря на наличие хорошо подготовленных вооружённых сил. Это подтверждается во время кампании, когда команда обнаруживает, что Королева — плохой лидер, который управляет полицейским государством. Более того — принц Орландо жив и ведёт повстанцев. Зная эти факты, команда решает помочь мятежникам.
В зависимости от решений игрока Королева либо свергается (убита или убегает), либо ей удается убить принца Орландо, заставляя всех спешно покинуть остров, и они позже заклеймены как изгои. Утверждения об участии компании Black Element в государственном перевороте являются одной из причин для более позднего ребрендинга названия компании для ION Services.

## Критика
ArmA: Queen’s Gambit получила смешанные оценки игровых ресурсов.